# Boeica yunnanensis
Boeica yunnanensis är en tvåhjärtbladig växtart som först beskrevs av Hsi Wen Li, och fick sitt nu gällande namn av K.Y. Pan. Boeica yunnanensis ingår i släktet Boeica och familjen Gesneriaceae. Inga underarter finns listade i Catalogue of Life.